# Langfang
Langfang (en chino simplificado, 廊坊市; pinyin, Lángfāng shì) es una ciudad-prefectura de la zona centro-oriental de la provincia de Hebei, República Popular China. Ubicada aproximadamente a mitad de camino entre Pekín y Tianjin, su área es de 6429 km² —lo que la sitúa como la división más pequeña de la provincia— y su población, 3 850 000 personas. Limita al norte con Pekín, al este con Tianjin, al sur con Cangzhou y al oeste con Baoding. Es considerada como un puente entre Pekín y Tianjin.

## Administración
La ciudad-prefectura de Langfang se divide en 10 localidades que se administran en 2 distritos urbanos, 2 ciudades satélite y 6 condados:
- Distrito Anci 安次区 Āncì Qū
- Distrito Guangyang (广阳区)
- Ciudad Bazhou (霸州市)
- Ciudad Sanhe (三河市)
- Condado Gu'an (固安县)
- Condado Yongqing 永清县 Yǒngqīng Xiàn
- Condado Xianghe 香河县 Xiānghé Xiàn
- Condado Dacheng 大城县 Dàchéng Xiàn
- Condado Wen'an (文安县)
- Condado autónomo Dachang (大厂回族自治县)

## Toponimia
Langfang (廊坊) originalmente se llamaba Shi Langfang (侍郎房) y significaba 'la casa del viceministro'.
En los primeros años de la dinastía Song, un primer ministro llamado Lu Duan surgió en el condado Anci. El padre de Lu Duan era Lu Qi, y el cargo oficial de Lu Qi era Viceministro del Ministerio de Guerra. Cuando Lu Qi estaba en el cargo, construyó una gran mansión en su ciudad natal, que ahora es la ciudad de Langfang. Debido a su llamativa construcción y el famoso propietario de la casa, la gente la llamaba comúnmente "la Casa del Viceministro" (Shi Langfang) recortado en  Langfang . Después de llamarse así durante mucho tiempo, se convirtió en el nombre del pueblo.
Después de 1950, Langfang se convirtió en la sede del condado Anci, y el uso del nombre aumentó considerablemente, para facilitar la escritura, la gente dejó se usar el poco común Langfang (郎房) a Langfang (廊坊) ya que cuentan con la misma pronunciación.

## Geografía
Teniendo en cuenta la posición de Langfang, entre estas dos ciudades importantes de Pekín y Tianjin, Langfang es una ciudad relativamente verde. Cada 300 a 500 metros a lo largo de las principales calles de la ciudad hay parques donde la gente local pasea y hace ejercicio. Cinco kilómetros de Langfang son calle peatonal, la más larga de China.

## Clima
| Parámetros climáticos promedio de Langfang (1981–2010) | Parámetros climáticos promedio de Langfang (1981–2010) | Parámetros climáticos promedio de Langfang (1981–2010) | Parámetros climáticos promedio de Langfang (1981–2010) | Parámetros climáticos promedio de Langfang (1981–2010) | Parámetros climáticos promedio de Langfang (1981–2010) | Parámetros climáticos promedio de Langfang (1981–2010) | Parámetros climáticos promedio de Langfang (1981–2010) | Parámetros climáticos promedio de Langfang (1981–2010) | Parámetros climáticos promedio de Langfang (1981–2010) | Parámetros climáticos promedio de Langfang (1981–2010) | Parámetros climáticos promedio de Langfang (1981–2010) | Parámetros climáticos promedio de Langfang (1981–2010) | Parámetros climáticos promedio de Langfang (1981–2010) |
| Mes                                                    | Ene.                                                   | Feb.                                                   | Mar.                                                   | Abr.                                                   | May.                                                   | Jun.                                                   | Jul.                                                   | Ago.                                                   | Sep.                                                   | Oct.                                                   | Nov.                                                   | Dic.                                                   | Anual                                                  |
| ------------------------------------------------------ | ------------------------------------------------------ | ------------------------------------------------------ | ------------------------------------------------------ | ------------------------------------------------------ | ------------------------------------------------------ | ------------------------------------------------------ | ------------------------------------------------------ | ------------------------------------------------------ | ------------------------------------------------------ | ------------------------------------------------------ | ------------------------------------------------------ | ------------------------------------------------------ | ------------------------------------------------------ |
| Temp. máx. media (°C)                                  | 1.8                                                    | 5.7                                                    | 12.5                                                   | 21.0                                                   | 26.9                                                   | 30.9                                                   | 31.6                                                   | 30.4                                                   | 26.6                                                   | 19.8                                                   | 10.2                                                   | 3.6                                                    | 18.4                                                   |
| Temp. media (°C)                                       | −4.1                                                   | −0.5                                                   | 6.0                                                    | 14.3                                                   | 20.3                                                   | 24.6                                                   | 26.5                                                   | 25.2                                                   | 20.2                                                   | 13.2                                                   | 4.3                                                    | −1.9                                                   | 12.3                                                   |
| Temp. mín. media (°C)                                  | −8.8                                                   | −5.5                                                   | 0.5                                                    | 8.1                                                    | 13.9                                                   | 18.9                                                   | 22.1                                                   | 21.0                                                   | 15.1                                                   | 7.8                                                    | −0.5                                                   | −6.3                                                   | 7.2                                                    |
| Precipitación total (mm)                               | 3.3                                                    | 4.4                                                    | 9.2                                                    | 22.4                                                   | 32.4                                                   | 69.9                                                   | 146.1                                                  | 139.3                                                  | 47.6                                                   | 25.4                                                   | 11.1                                                   | 2.5                                                    | 513.6                                                  |
| Humedad relativa (%)                                   | 51                                                     | 49                                                     | 48                                                     | 49                                                     | 56                                                     | 63                                                     | 76                                                     | 79                                                     | 72                                                     | 64                                                     | 60                                                     | 55                                                     | 60.2                                                   |
| Fuente: China Meteorological Administration            |                                                        |                                                        |                                                        |                                                        |                                                        |                                                        |                                                        |                                                        |                                                        |                                                        |                                                        |                                                        |                                                        |